# Адмірал Франції

Сучасний знак розрізнення адмірала Франції (фактично не застосовується)

Адмірал Франції (фр. Amiral de France) — французький почесний титул, морський еквівалент військового звання маршал Франції. Один з вщих офіцерських титулів Французького королівства з 1270 року до кінця XVIII століття.

## Список адміралів Франції
- 1270 — Флоран де Варенн (перший адмірал Франції)
- 1283 — Юбер II де Лонгваль (загинув у морському бою поблизу Арагону)
- 1296–1297 — Отон де Торсі
- 1297–1304 — Матьє IV де Монморансі
- 1304–1314 — Реньє І
- 1315–1323 — Беранже Бланк
- 1324–1326 — Жентіан Трістан
- 1326–1334 — П'єр М'єж
- 1334 — Жан II Шепуа
- 1335–1340 — Юг К'єре
- 1338–1340 — Ніколя Беюше
- 1339 — Антоніо Доріа
- 1340 — Робер де Удето
- 1341 — Луї де Ла Серда (князь Блаженних островів)
- 1342 — Карл I (сеньйор Монако)
- 1345–1347 — П'єрр Флотт де Ревель
- 1347–1356 — Жан де Нантейль

- 1359 — Енгеран де Ментене
- 1359–1368 — Жан де ла Гьоз
- 1368–1369 — Франсуа де Перільє
- 1369–1373 — Амальрі VI Нарбоннський
- 1373–1396 — Жан де В'єнн
- 1397–1405 — Рено де Три
- 1405–1408 — П'єрр де Бребан
- 1408–1415 — Жак де Шатійон
- 1417–1418 — Робер де Бракмон
- 1418 — Жанне де По
- 1418–1419 — Шарль де Рекур
- 1420 — Жорж де Бовуар де Шателю
- 1421–1437 — Луї де Кюлан
- 1437–1439 — Андре де Лаваль-Монморансі
- 1439–1450 — Пріжан VII де Коетіві
- 1450–1477 — Жан V де Бюей
  - 1461–1466 — Жан де Монтобан
- 1466–1486 — Луї де Бурбон-Руссільйон

- 1508–1511 — Шарль II Д'Амбуаз
- 1511–1516 — Луї Мале де Гранвіль
- 1517–1525 — Гійом Гуфф'є де Боніве
- 1525–1543 — Філіп де Шабо
- 1543–1552 — Клод д'Аннебо
- 1552–1572 — Гаспар де Коліньї
- 1572–1578 — Оноре II Савойський
- 1578–1582 — Шарль де Гіз
- 1582–1587 — Анн де Жуаєз
- 1587–1589 — Жан Луї де Ногаре де Ла Валетт
- 1589–1590 — Антуан де Брішанто
- 1589–1592 — Бернар де Ногаре
- 1592–1594 — Шарль Арман де Гонто Бірон (перший головний маршал Франції)
- 1594–1595 — Андре де Бранкас
- 1596–1612 — Шарль де Монморансі-Дамвіль
- 1612–1626 — Анрі II де Монморансі

Великий магістр навігації
- 1626–1642 — Кардинал Рішельє
- 1642–1646 — Жан Арманд де Має-Брезе
- 1646–1650 — Анна Австрійська
- 1651–1665 — Сезар де Вандом

Відновлення титулу адмірал Франції
- 1669–1683 — Людовик, граф Вермандуа
- 1683–1737 — Людовик-Александр де Бурбон
- 1737–1789 — Луї Жан Марі де Бурбон
- 1792 — Шарль Анрі д'Естен

- 1805–1814 — Йоахім Мюрат
- 1814–1830 — Луї-Антуан д'Артуа
- 1830 — Гі-Віктор Дюпре
- 1831 — Лоран Жан Франсуа Трагюе

- 1840–1847 — Альбен Русен
- 1847–1854 — Анж Рене Арман де Маку
- 1854 — Шарль Боден
- 1854 — Фердинанд Альфонс Гамелен
- 1854 — Александр Фердинанд Парсеваль-Дешен
- 1855 — Арман Жозеф Брюа
- 1860 — Жозеф Ромен Дефосс
- 1864 — Шарль Гіро де Женуї
- 1864 — Леонар Шарне
- 1869 — Франсуа Тома Треуар

## Адмірал флоту Франції
6 червня 1939 року вперше в історії військово-морського флоту Франції адміралу Франсуа Дарлану присвоєне звання адмірал флоту.